# Katolička Crkva u Gabonu
Katolička Crkva u Gabonu je vjerska zajednica u Gabonu, dio opće Katoličke Crkve u punom zajedništvu s rimskom kurijom i papom. Dozvoljeno joj je samostalno biranje klera s izuzetkom biskupa.
Računa se da preko 700 000 katolika živi u Gabonu, koji su raspoređeni u pet biskupija (od kojih je jedna nadbiskupija), plus jedna apostolska prefektura.

## Povijest
Prvi katolički misionar, Francuz Jean-Rémi Bessieux, zapičinje s misionarstvom u prvoj polovici 19. stoljeća. Do osnivanja apostolskog vikarijata u Gabonu dolazi 1863. U 1958. dolazi do osnivanja crkvene provincije sa sjedištem u Libervillu. Prvi svećenik je zaređen 1899. a prvi biskup 1961. godine. Papa Ivan Pavao II. je posjetio Gabon 1982. 
Sveta Stolica i Republika Gabon su 12. prosinca 1997. potpisali dogovor o principima daljnje suradnje između ove dvije države. 

## Crkvena podjela
Katolička crkva u Gabonu je sastavljena od jedne nadbiskupije, četiri biskupije i jedne apostolske prefekture:
- Nadbiskupija u Librevilleu
- Biskupija u Francevilleu
- Biskupija u Mouili
- Biskupija u Oyemu
- Biskupija u Port-Gentilu
- Apostolska prefektura u Makokou

## Statistika
Krajem 2004. u Gabonu je Katolička crkva brojila:
- 14 župa;
- 108 svećenika;
- 181 časnu sestru;
- 245 škole.

Broj katolika u državi je 711 125 osoba što odgovara 44,79 % ukupnog stanovništva zemlje.

## Vanjske poveznice
- http://www.gcatholic.org/dioceses/country/GA.htm
- http://www.catholic-hierarchy.org/country/ga.html
- http://www.eglisecatholique.ga/fr/index.php  Arhivirana inačica izvorne stranice od 13. srpnja 2012. (Wayback Machine)